# Ploceus princeps
Ploceus princeps là một loài chim trong họ Ploceidae.